# مخازن مالاگا

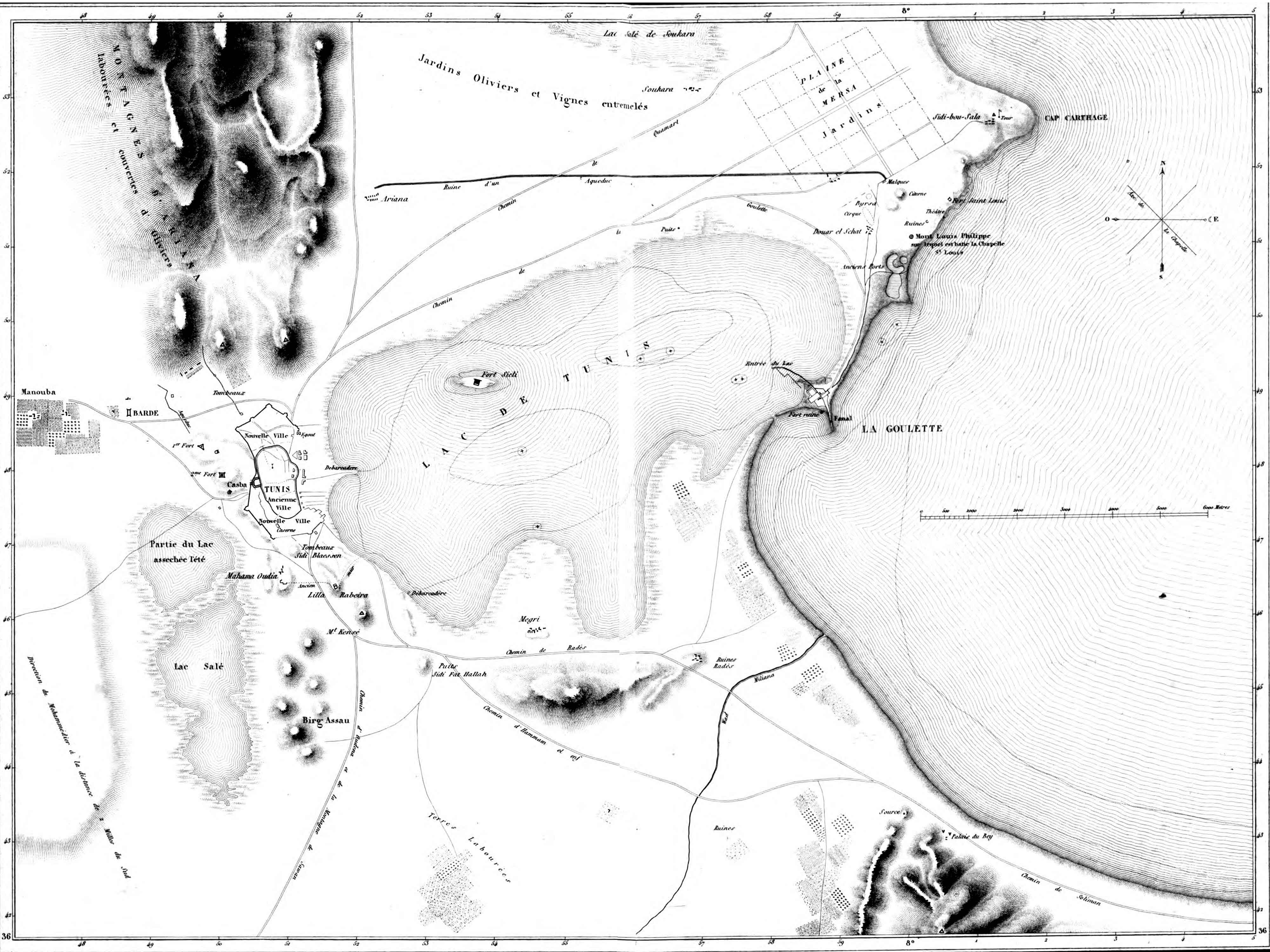
نقشه ویرانه‌های قنات(۱۸۳۸)

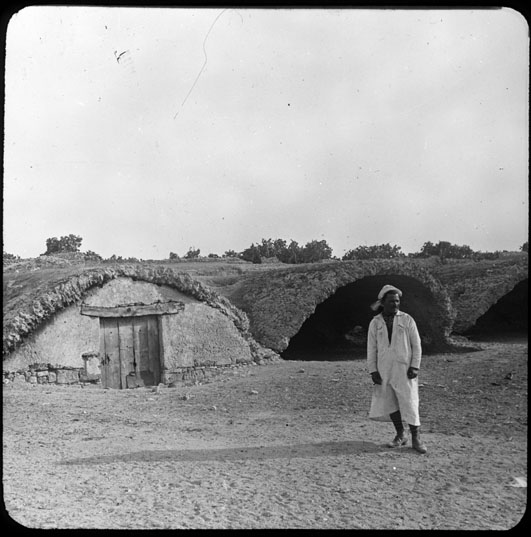
عکس قدیمی از یک مخزن بازسازی شده

مخازن مالاگا (انگلیسی: Cisterns of La Malga) یا مخازن معلق مجموعه ای از مخازن واقع در آثار تاریخی در اماکن باستان‌شناسی کارتاژ در تونس است؛ که یکی از بهترین اماکن حفاظت شده از دوران روم باستان محسوب می‌شود. ظرفیت این مخازن از ۵۰ تا ۶۰ هزار متر مربع است تا جریان آب از طریق چاه‌های زاگوان وارد آنها شده و نگهداری شود تا به این وسیله نیازهای حمام‌های آنتونیوس در کارتاژ در دوران رومیان در شمال آفریقا تأمین شود. مخازن مالاگا در اماکن باستان‌شناسی کارتاژ، به عنوان میراث جهانی یونسکو نامگذاری شده‌اند.
براساس گفته الادریسی، حداقل ۲۴ مخزن در یک خط وجود داشته که طول هر کدام ۱۳۰ فوت و عرض آن‌ها ۲۶ فوت است. هرچند که هنری سالادین این عرض را خیلی زیاد می‌دانست. طبق گفته‌های توکسن فالبه، پانزده مخزن سالم و چهار مخزن مخروبه وجود داشت که هر یک از این نوزده مخزن دارای ۴۳۰ فوت (۱۳۰ متر) طول و عرض ۳۰۰ فوت (۹۱ متر) بودند.
همچنین یک پروژه فعال برای حفاظت و بازیابی سایت و ایجاد فضای موزه ای اختصاص داده شده به آن وجود دارد.

## تاریخچه
آبشارهای بزرگ و نسبتاً خوبی که در ضلع شمالی شهر روم باستان واقع شده‌اند، آنها تنها بزرگ‌ترین مخفیگاه‌های کارتاژ نبودند، اما در کنار دیگران وجود داشتند: «حوضه‌های همیلکار» و آنهایی که در تپه بوردژ دژید واقع شده‌اند. از قرون وسطی، از این مخزن به عنوان خانه‌های پیش ساخته، اصطبل یا انبارهای محلی استفاده می‌شد. عملی که تا قرن بیستم ادامه داشت. و همین امر برای مدت طولانی مانع از تحقیقات باستان‌شناسی این مجموعه شد.

## نگارخانه

طرح مخازن
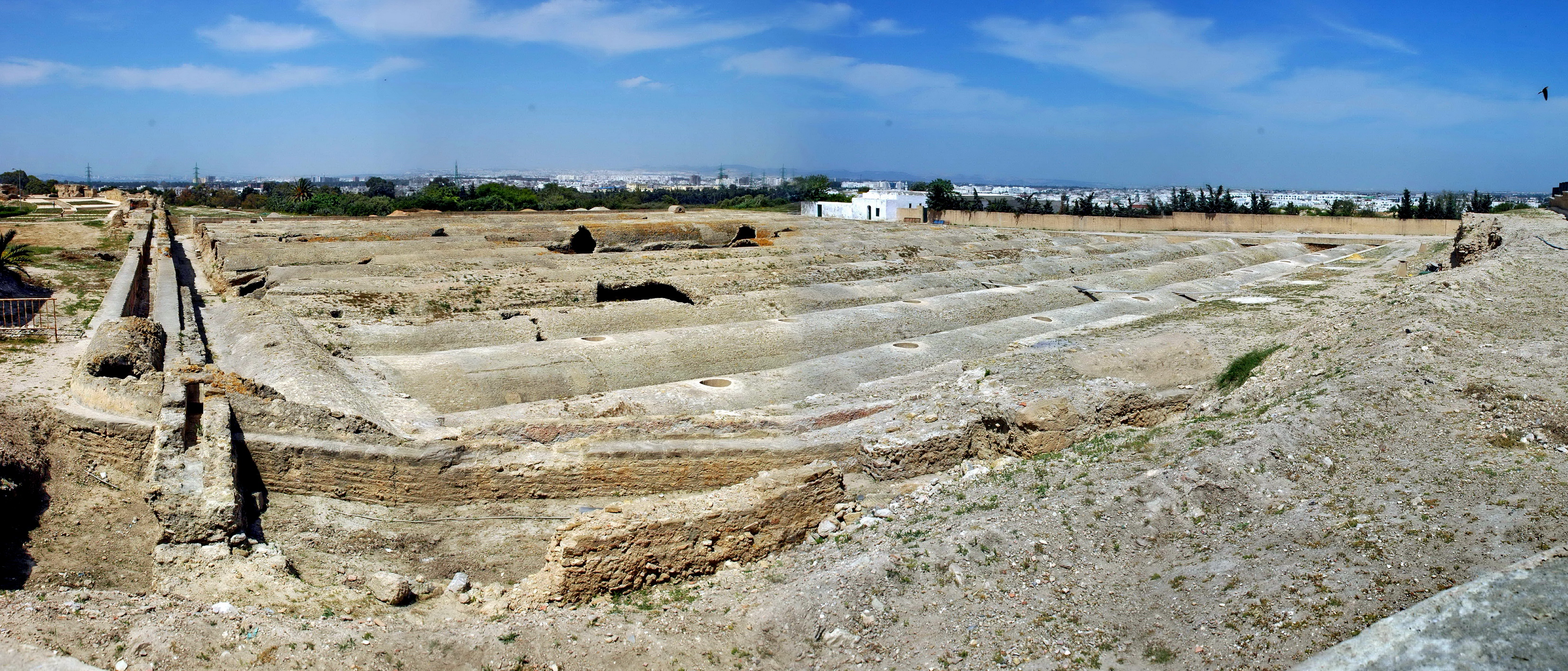
نمایی از مخازن
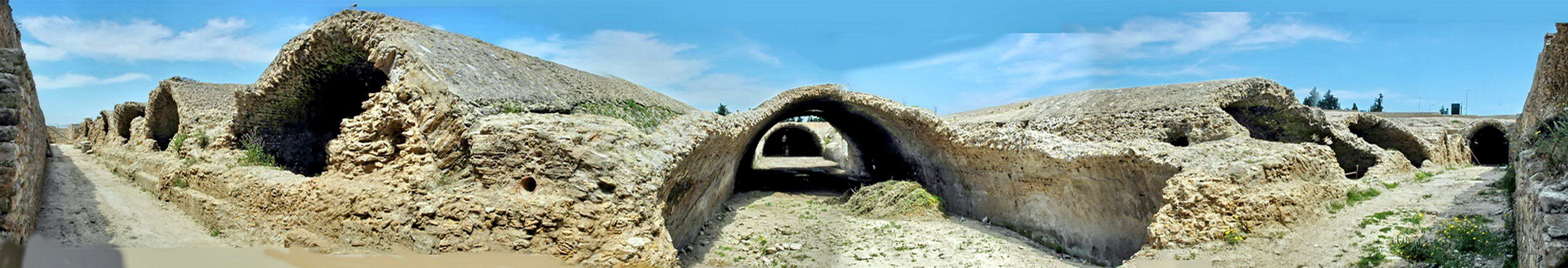
پانوراما در میان مخازن
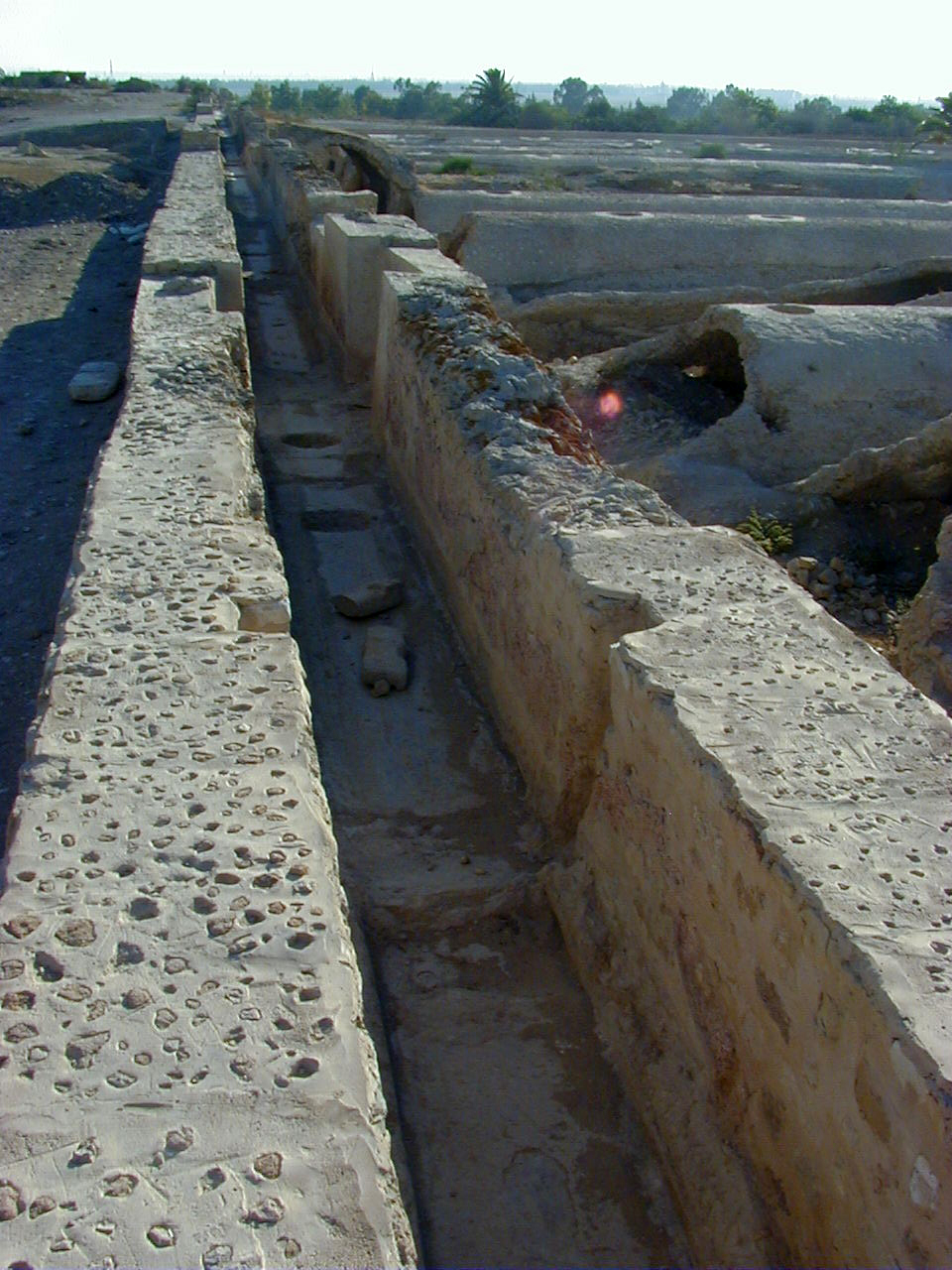
نمای لوله ای برای انتقال آب از قنات به مخازن
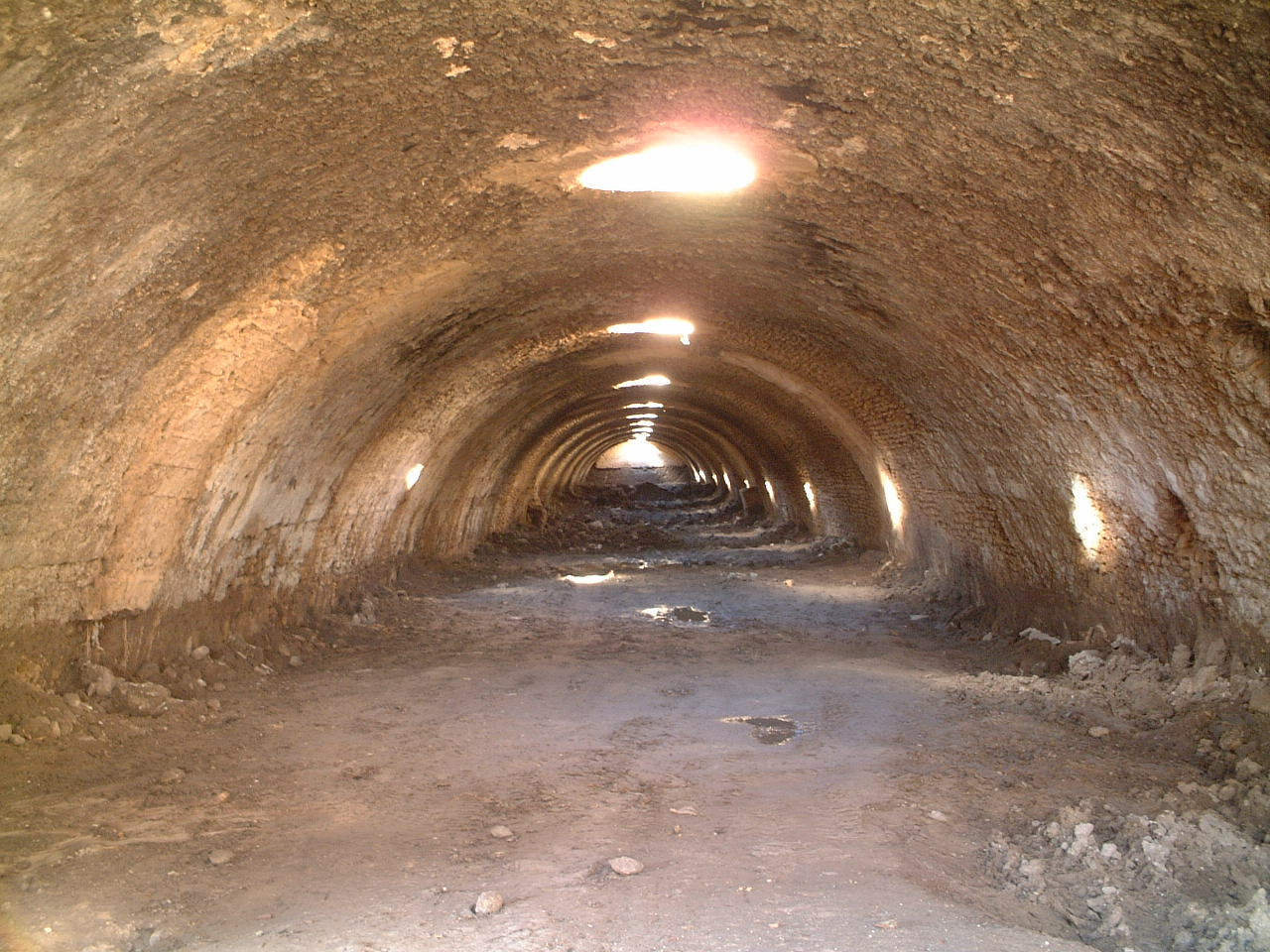
فضای داخلی یکی از مخازن
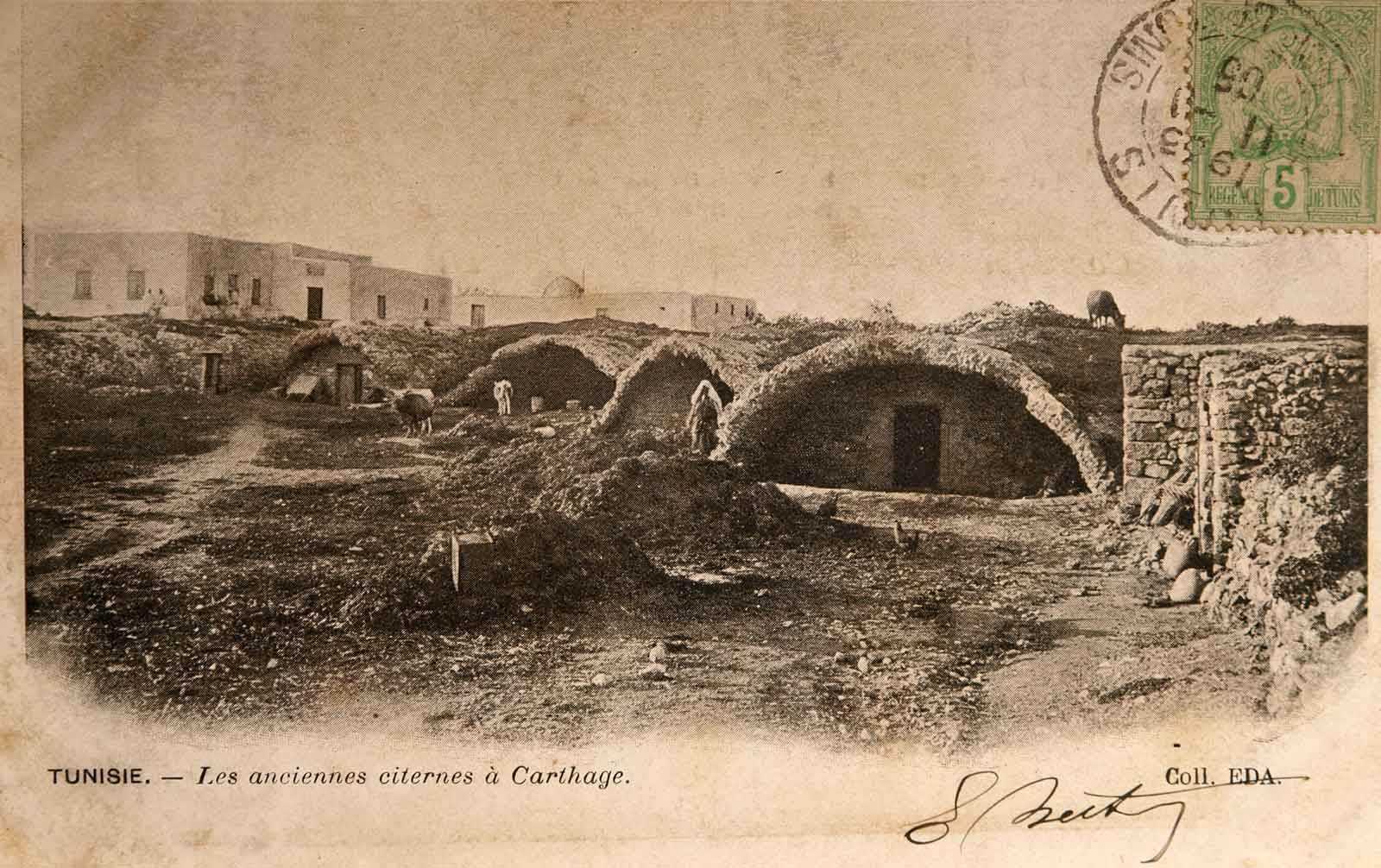
تصویر قدیمی از مخازن بازسازی شده